# Leo Schatz

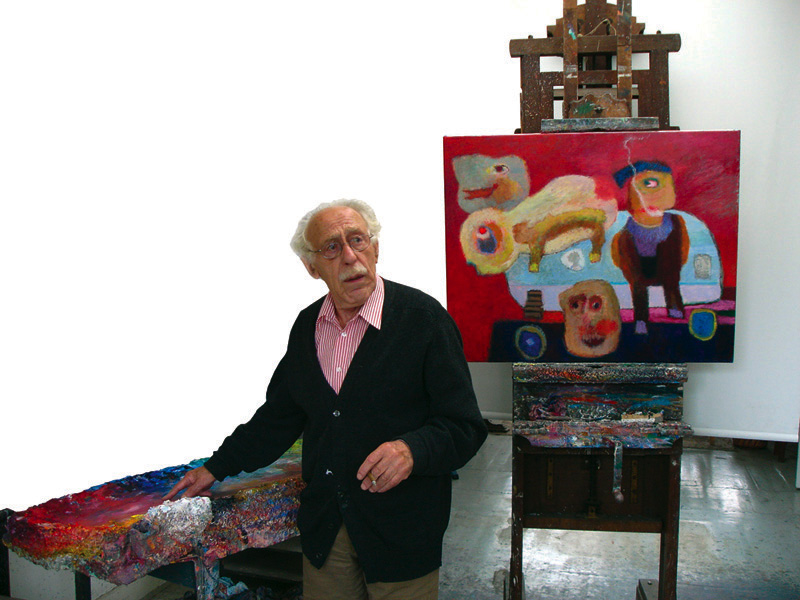
Leo Schatz in zijn atelier

Leo Schatz (Amsterdam, 10 maart 1918 – aldaar, 4 oktober 2014) was een Nederlands kunstschilder, tekenaar, dichter en verzetsman.

## Biografie
Leo Schatz groeide op in Betondorp. Als jongen tekende hij graag en op aanraden van Albert Hahn jr. – een vriend van de familie Schatz – werd Leo naar de Kunstnijverheidsschool gestuurd, waar hij in 1939 eindexamen deed. Daarna volgde hij een opleiding aan de Rijksacademie te Amsterdam. De oorlog brak uit, Schatz dook onder en ging het verzet in. Zijn ouders en tweelingbroer overleefden de oorlogsjaren niet.
In de oorlogsperiode was hij ondergedoken in Den Haag, samen met Wim Polak en Bea Biet, met wie hij samen boekjes uitgaf die gedrukt werden ten bate van het verzet – eenvoudige kinderboekjes met titels als Ankie is jarig en  't Arme boertje, die in aantallen van tienduizenden exemplaren werden verkocht. Schatz vervalste bonkaarten en persoonsbewijzen, en Polak deed technisch werk voor het illegale Parool, terwijl Schatz de koppen van die krant tekende. Zijn onderduiknaam was Jan Heertjes.
In 1948 trouwde hij met Sonja Kopuit, die eveneens een traumatisch oorlogsverleden met zich meedroeg. De jaren daarna verdiende hij voornamelijk met lesgeven de kost; in 1969 werd hij docent aan de Academie Minerva in Groningen en de Rietveld Academie in zijn woonplaats Amsterdam.
Na de oorlog gaf Leo tekenles aan heel jonge kinderen: Jeroen de Vries (zoon van binnenhuisarchitect/industrieel ontwerper van Coen de Vries) vertelt er het volgende over: Een van mijn oudste herinneringen is, dat ik zittend op de schouder van mijn vader door de bovenzalen van het Stedelijk Museum beweeg; we gaan plotseling door een klein deurtje een trap op, en dan word ik afgeleverd bij Leo Schatz. Leo was een vriend van Coen en Klaasje de Vries die op de zolder van het Stedelijk tekenles gaf aan heel jonge kinderen. Dat was een idee van Willem Sandberg die directeur was van het Stedelijk.

## Werk
Vlak na de oorlog werd Leo Schatz – als oud-verzetsman – door de Deense regering naar Denemarken uitgenodigd. Hij raakte bevriend met diverse Deense schilders en raakte onder de indruk van het werk van de Franse colorist Pierre Bonnard, wiens werk hij daar onder ogen kreeg. Weer terug in Amsterdam experimenteerde hij en maakte hij veelal expressionistische doeken. Hij ontwikkelde een eigen, zeer kleurrijke vorm van expressionisme. Persoonlijke tragedie drukte een groot stempel op zijn werk. Toen zijn dochter Irma in 1984 overleed, verscheen zij vele malen als een schimmige gestalte in zijn werken. Na het plotselinge overlijden van zijn vrouw in 2003 kon hij door de schok niet meer schilderen, maar hij vond een nieuwe uitingsvorm in zijn gedichten en tekeningen. In 2005 verscheen zijn dichtbundel met deze tekeningen onder de titel Ik heb geen aanleg voor verdriet.
Regisseur Rudolf van den Berg maakte in 2007, in samenwerking met Interakt Televisieproducties en de Joodse Omroep, een documentaire over het leven en werk van Leo Schatz. Op 1 december 2012 werd Schatz benoemd tot Ridder in de Orde van Oranje-Nassau wegens zijn bijzondere bijdragen aan de schilderkunst, het kunstonderwijs en de kunstbeleving. Dit gebeurde tijdens de presentatie van het boek In ieder hoofd zit een ander hoofd en de opening van de gelijknamige expositie in het Museum Jan van der Togt te Amstelveen. Boek en tentoonstelling waren gebaseerd op zijn werk uit die tijd.
Zijn Dynamische Werking uit 1972 staat in een park in Drachten.